# دور دنیا (فیلم ۱۹۶۷)
دور دنیا (به هندی: Around the World) فیلمی محصول سال ۱۹۶۷ و به کارگردانی پاچی است. در این فیلم بازیگرانی همچون راج کاپور، راجشری، پران، پریم چوپرا، اوم پراکاش ایفای نقش کرده‌اند.